# Pelle Svensson
Pelle Svensson, celým jménem Per Oskar Svensson (6. února 1943 Sollefteå –17. prosince 2020) byl švédský reprezentant v řecko-římském zápase. Soutěžil v těžké váze a byl členem klubů Sundsvalls AIK a Heby BK.
Zápasu se začal věnovat v roce 1955 a od roku 1963 byl členem reprezentace. Na letních olympijských hrách skončil v roce 1964 druhý za Bulharem Bojanem Radevem, čtvrtý byl v roce 1968 a v roce 1972 vypadl v prvním kole. V letech 1969 a 1970 se stal mistrem světa. Na mistrovství Evropy v zápasu řecko-římském získal v letech 1969 a 1970 zlatou medaili a v letech 1966, 1967 a 1968 bronz. Sedmnáctkrát byl mistrem Švédska.
V roce 1973 vystudoval práva na Uppsalské univerzitě a stal se jedním z nejznámějších švédských advokátů a prominentním kritikem soudního systému v zemi. V letech 1990 až 2007 působil ve vedení Mezinárodní zápasnické federace. Vydal autobiografii Mannen på barrikaderna, v níž vzpomíná na svoji účast ve známých kauzách jako byl neobjasněný atentát na Olafa Palmeho, obhajoba Stureho Bergwalla odsouzeného za sériové vraždy nebo distanc pro Aru Abra'amjana na LOH 2008. Otevřeně také popsal různé dopingové a korupční skandály i své osobní problémy způsobené syndromem vyhoření a závislostí na alkoholu. Byl ženatý a měl tři děti.